# 八幡山霊園
八幡山霊園（はちまんやまれいえん）は、愛知県西尾市山下町にある墓園。

## 概要
駐車場を含め約2,800平方メートルの敷地に、間口1.3m×奥行1.5mの普通区画が171区画、同じく3.5m×4.0mの特別区画が10区画ある。区画は区画ブロックで区切られ、コンクリート舗装された1.0〜2.0m幅の通路に面して配置されている。管理は墓地使用者を組合員とする八幡山霊園管理組合によって行われ、複数区画を有している者もあるため組合員数は150名ほどである。
霊園内には六地蔵堂や大地蔵堂を配し、野天の六地蔵などもある。
また、隣接の墓地公園には、西尾市の名木に指定されている大木「八幡山霊園のタブノキ」がある。霊園の用地は、霊園管理組合が責任をもって維持管理することを条件に市から無償で貸与を受けている。

## 沿革
霊園のある場所は、古くは昭和11年6月に建てられた市の火葬場であったが、市外吉良町（その後西尾市に合併編入）に新しい火葬場「やすらぎ苑」が出来たため、昭和53年8月をもって閉鎖され、その跡地を有効活用するため、周囲にあった墓地を併せて全面的に整備し、現在の霊園となったものである。
整備は市と霊園設立準備委員会を中心に進められたが、持ち主不明の墓も多く、昭和56年10月には中日新聞と朝日新聞にそれぞれ3回の墓地改葬広告を出すとともに、愛三時報、三河新報、西尾タイムズの地元3紙にも協力を依頼して、縁故者不明の墳墓調査が行なわれている。
工事は、昭和57年1月から墓地の造成工事に着手し、同年12月末には整備工事が完了し第1回目の管理組合通常総会が開催されている。

## 大地蔵
園内にある大地蔵は、台座を含め高さ2.1mの石像で、天明元年（西暦1781年）に20歳で亡くなられた方と翌2年に4歳で亡くなられた方お二方の供養を中心に建てられたものである。明治11年2月には現在の場所の約80メートル東の辻にお堂があったが、昭和33年3月に県道の拡幅工事に伴い旧霊園の一角に移転がされていた。その後の霊園の整備工事でもそのままとなり、霊園に隣接して設けられた公園の中に残る形となっていたため、平成25年11月に霊園内の現在の場所に新しいお堂を建て再移転がされている。

## 八幡山霊園のタブノキ
園内にあるタブノキは、樹高11m、樹周2.7mの大木で、平成23年３月に西尾市名木選定委員会が選定した94本の名木のうち21番として指定を受けており、西尾市立図書館に写真とともも製本版が収蔵されている。

## 山下会館
八幡山霊園に隣接の施設。もともとは旧火葬場の管理人住居を兼ねて昭和12年11月に建てられた火葬場施設であるが、火葬場閉鎖に伴い昭和55年3月に集会場として改築され、市から地元町内会に貸与がされていた。しかし、建物の老朽化に伴い市の取り壊し対象施設となったが、地元町内会の要望により平成28年1月に町内会へ無償譲渡され、現在も町内行事に使用されている。
1. 1 2   現地確認による
2. 1 2 3  管理組合資料
3. ↑  現地確認による